# Rue Raynouard
Koordinaten: 48° 51′ N, 2° 17′ O
Die Rue Raynouard befindet sich in Passy, dem 16. Arrondissement von Paris.

## Lage
Die Straße ist 880 Meter lang und reicht vom Place de Costa Rica bis zum Place du Docteur Hayem. Bis zur Avenue de Lamballle ist sie Einbahnstraße.

## Namensursprung
Die frühere Rue Basse verdankt ihren Namen dem französischen Schriftsteller François Raynouard (1761–1836).

## Geschichte
Die Rue Raynouard ist zusammen mit der Rue de Passy die älteste Straße des ehemaligen Dorfes Passy und verband den Herrschaftssitz (französisch Demeure seigneuriale), der sich zwischen der Rue des Vignes (Passy) und der Rue des Tombereaux (Rue de l'Annonciation) (Auteuil) befand. Bis zum 17. Jahrhundert war sie die wichtigste Verbindungsstraße und hieß zunächst "Grande Rue", dann "Rue Haute", bevor sie im 18. Jahrhundert den Namen "Rue Basse" annahm, den sie bis 1867 beibehielt, als die heutige Rue de Passy zur Hauptstraße wurde und den Namen "Grande Rue" erhielt.
Die Beliebtheit von Passy im 18. Jahrhundert zog Schriftsteller und Künstler an. Entlang der Straße werden große Grundstücke gebaut, Château de Boulainvilliers als Nachfolger von Château de Passy, Hôtel de Valentinois (an der Ecke der heutigen Avenue du Colonel-Bonnet). Nach der Revolution werden die alten Adelshäuser schlecht unterhalten, ihre Parks werden verkauft und aufgeteilt.
Émile Zola beschreibt die Straße, in der sich noch viele imposante Bauwerke des 18. Jahrhunderts befinden, als „sehr aristokratisch, mit prachtvollen Palais, Pferdeställen aus Backstein usw.“
Nach der Eingemeindung von Passy durch das Gesetz vom 16. Juni 1859 wurde die Straße 1863 in das Pariser Straßennetz aufgenommen und erhielt 1867 den heutigen Namen.

## Sehenswürdigkeiten
Diese Straße verläuft lange parallel zur Rue Berton und ist über das traditionelle Viadukt Netz als auch über eine Treppe verbunden.

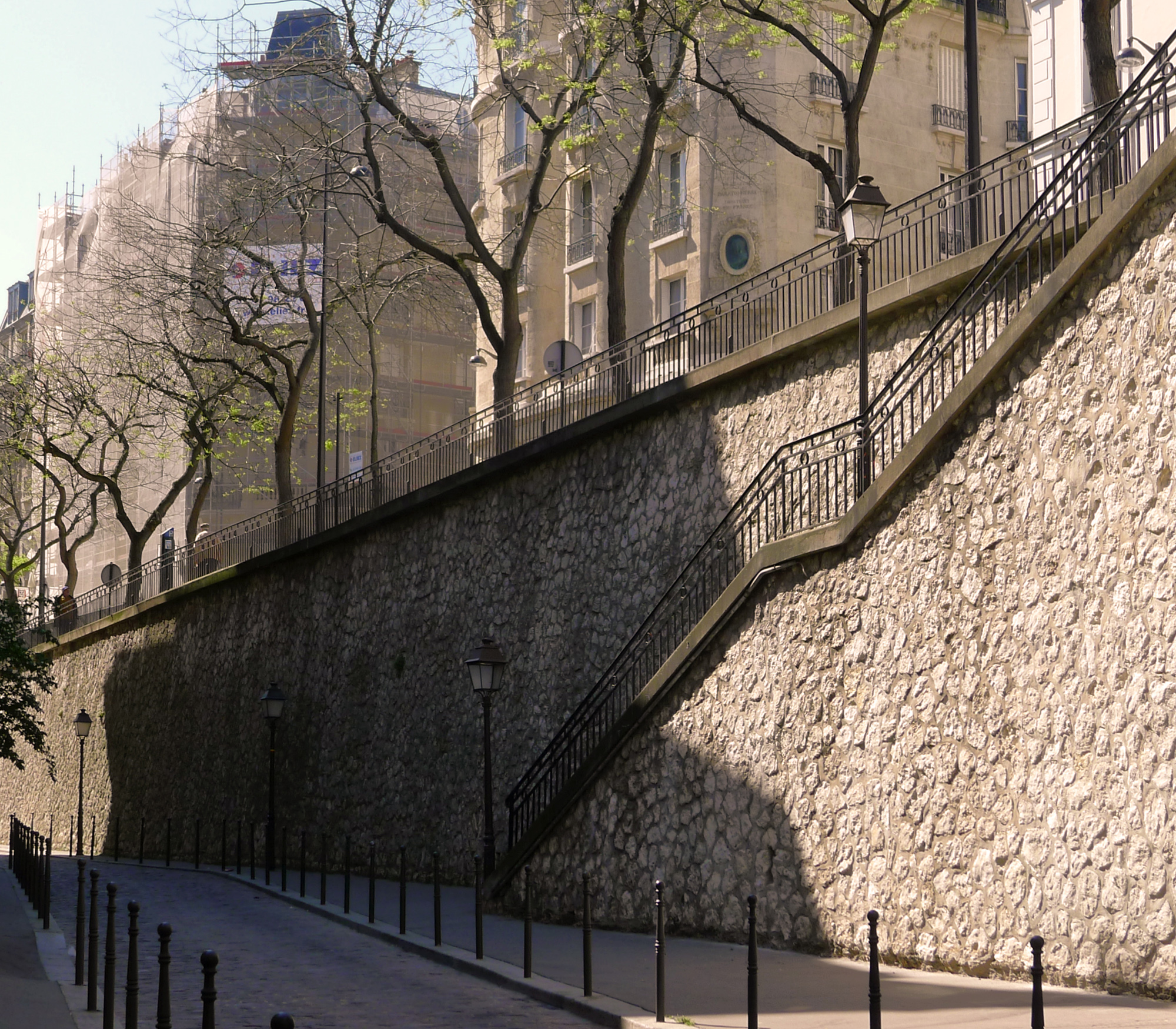
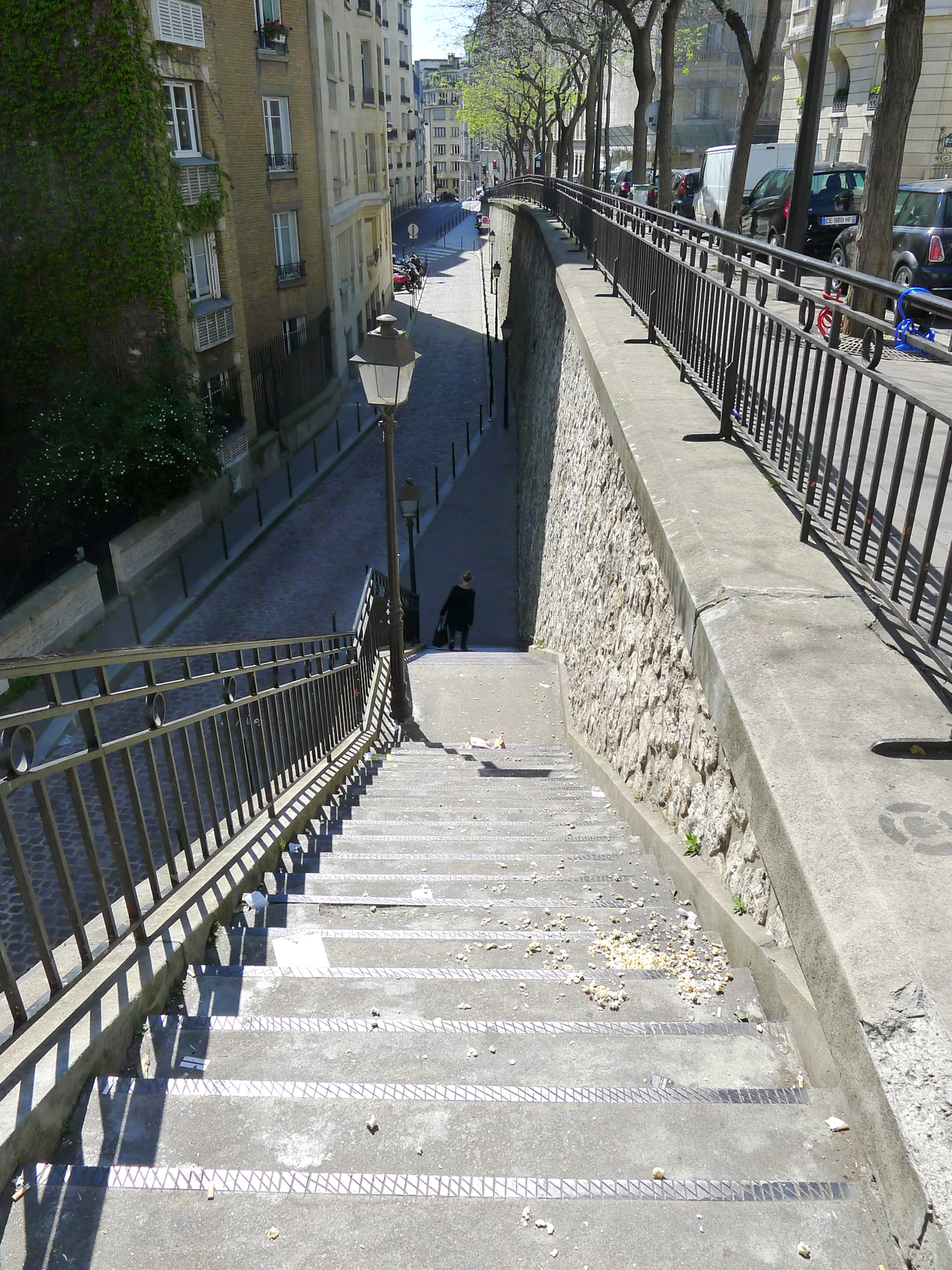

- Nr. 16–20: Eingang zum Square Raynouard, gebaut vom Architekten Albert Vêque (1913)
- Nr. 19–21: Grundstück des Unternehmers Benjamin Delessert (1773–1847), das bis zum Quai de Passy reichte. Auf diesem Gelände errichtete er zu Beginn des 19. Jahrhunderts seine erste Zuckerrübenfabrik. 1814 besaß er bereits zehn Zuckerrübenfabriken an mehreren Orten Frankreichs.[3]
- Nr. 37: 9-stöckiges Gebäude mit einem modernen Überbau (1976) auf einer alten Struktur; Architekten: Raymond Ichbiah und Lionel Schein[4]
- Nr. 40: Église Notre-Dame-de-Grâce de Passy, erbaut im 17. Jahrhundert, 1827 erweitert und 1843 restauriert.[5]
- Nr. 42: Wohnung des Chansonniers Pierre-Jean de Béranger zwischen 1833 und 1835.[6]
- Nr. 47: Auf dem Grundstück befindet sich das heute als Museum fungierende Maison de Balzac. Hier lebte der französische Schriftsteller Honoré de Balzac zwischen November 1840 und Februar 1847. Das Anwesen hatte für den unter chronischem Geldmangel leidenden Dichter den Vorteil, noch über einen separaten Hinterausgang zur Rue Berton zu verfügen. Über diesen ergriff Balzac für gewöhnlich die Flucht, wenn seine Gläubiger vor dem Haupteingang seines Hauses in der Rue Raynouard erschienen.
- Nr. 50: Sitz der «Fédération française de Scrabble»
- Nr. 51–55: Ein von dem Architekten Auguste Perret um 1930 errichteter Gebäudekomplex, der noch immer als ein Meisterwerk der Architektur gilt. Perret selbst verbrachte hier die letzten 22 Jahre seines Lebens[7] und außerdem befindet sich hier heute der Sitz der Union Internationale des Architectes.
- Nr. 64–70: An dieser Stelle (Ecke Rue Singer) stand ein Pavillon des  Herrenhauses Valentinois, in dem Benjamin Franklin (1706–1790), einer der Gründerväter der Vereinigten Staaten, von 1777 bis 1785 wohnte.[8][9], der Lyriker und Liedtexter Pierre-Jean de Béranger (1780–1857)[9] und der Schriftsteller Alfred de Musset (1810–1857)[10].
- Nr. 92: Villa Raynouard: In der Privatstraße lebte der Schriftsteller Julien Green von 1903 bis 1906.[11]

Eindrücke aus der Rue Raynouard
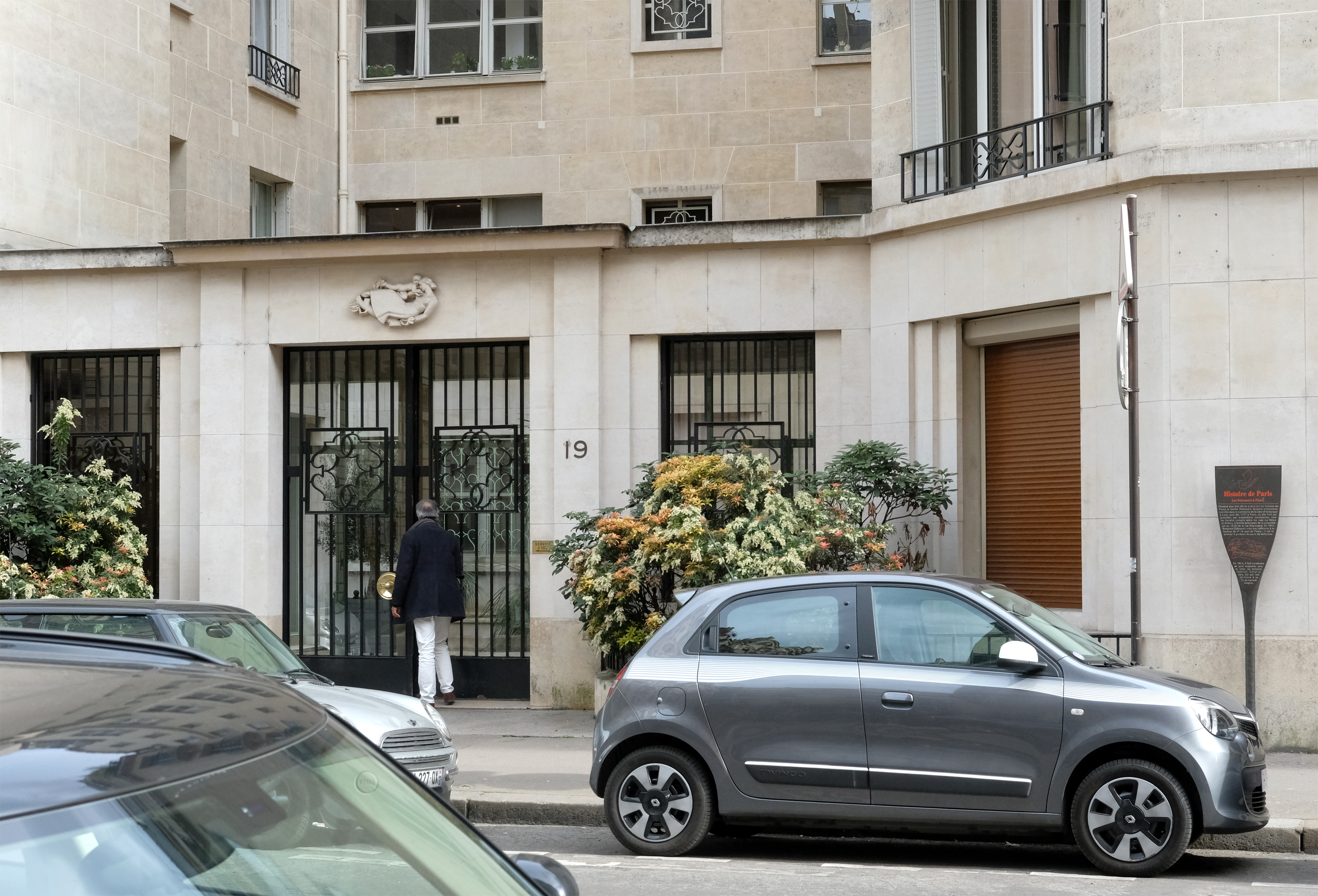
Nr. 19 mit einer Orientierungrtafel
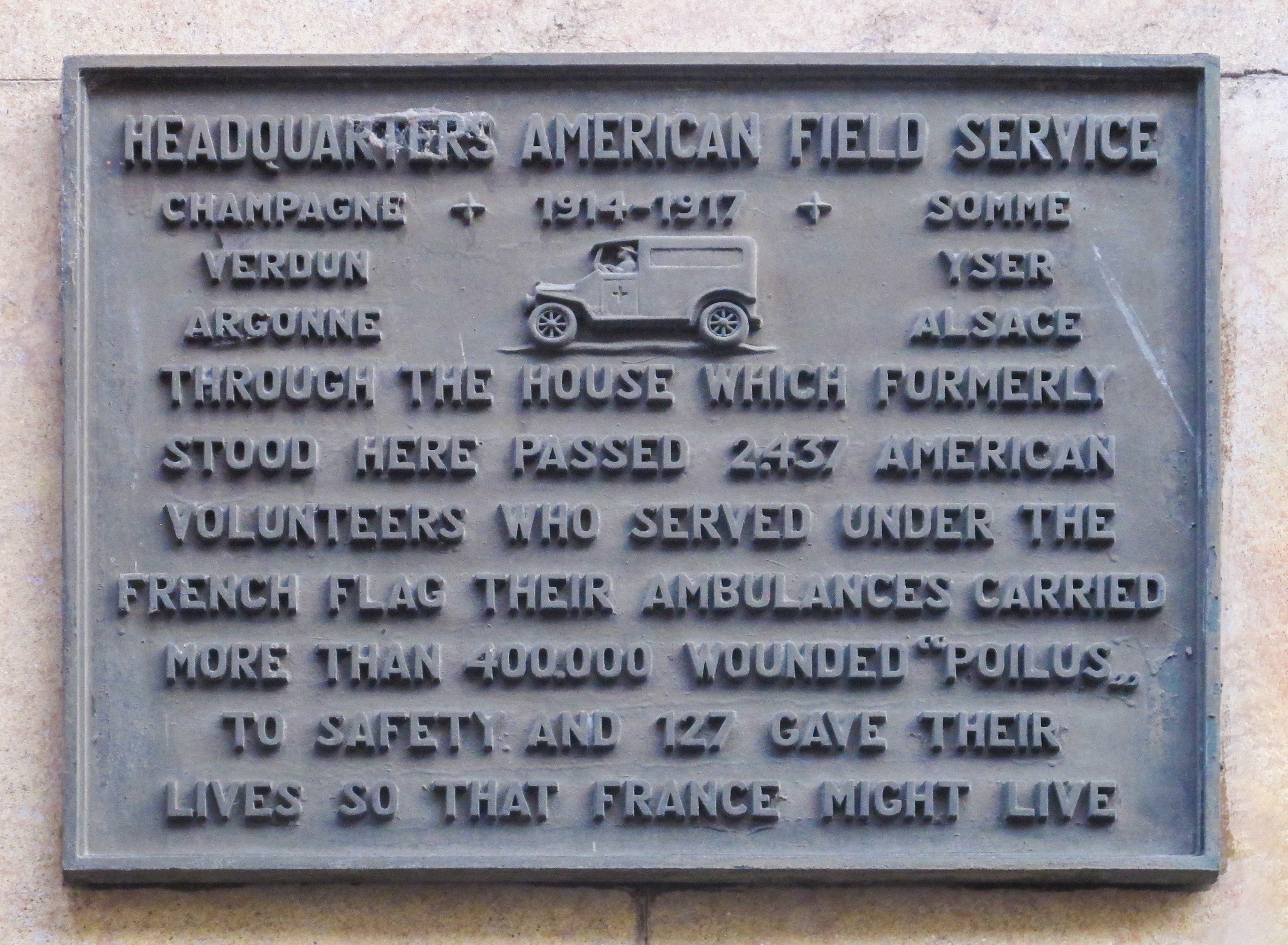
Erinnerungstafel an Nr. 21
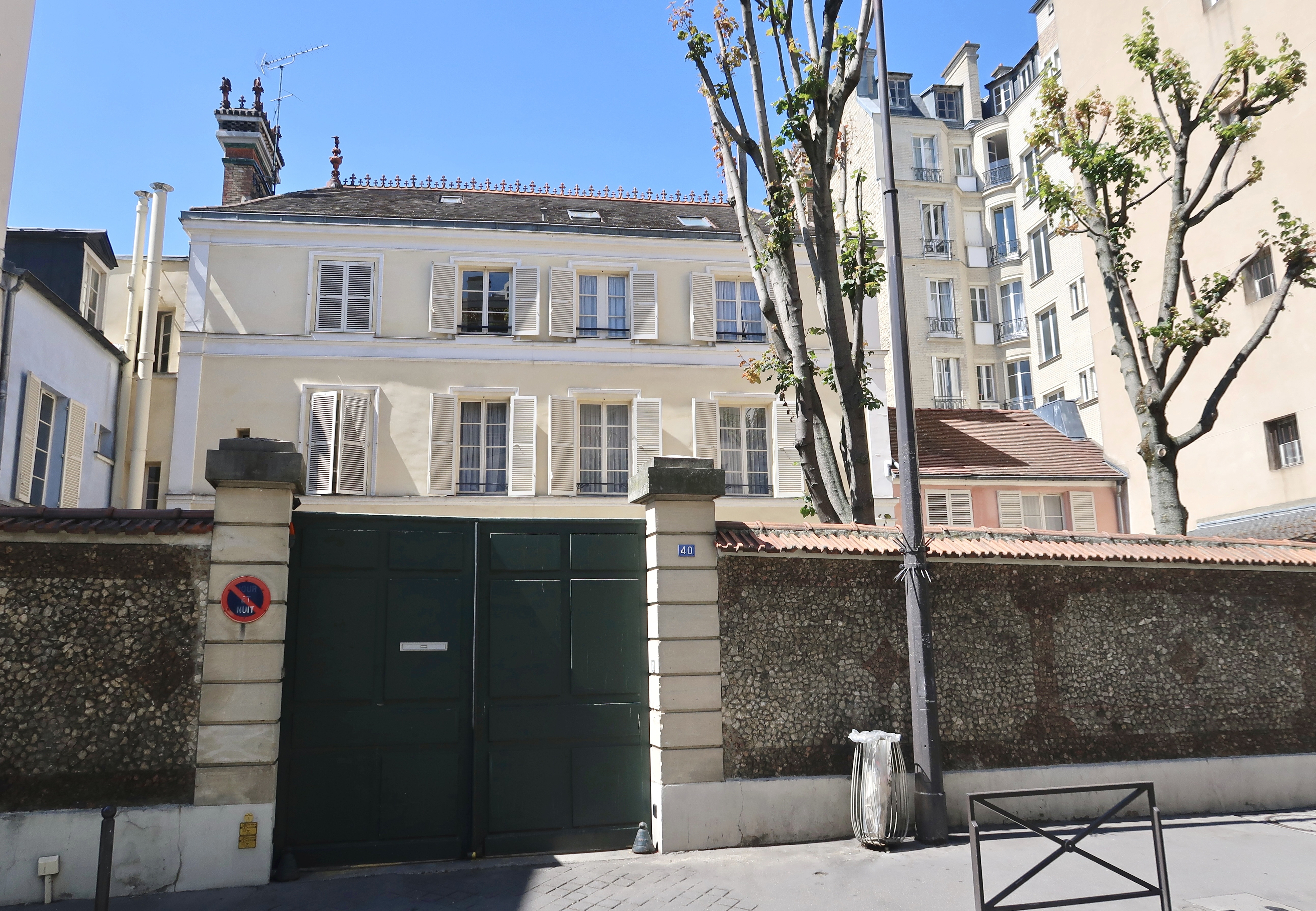
Nr. 40
Maison Balzac, aufgenommen von der Rue Raynouard
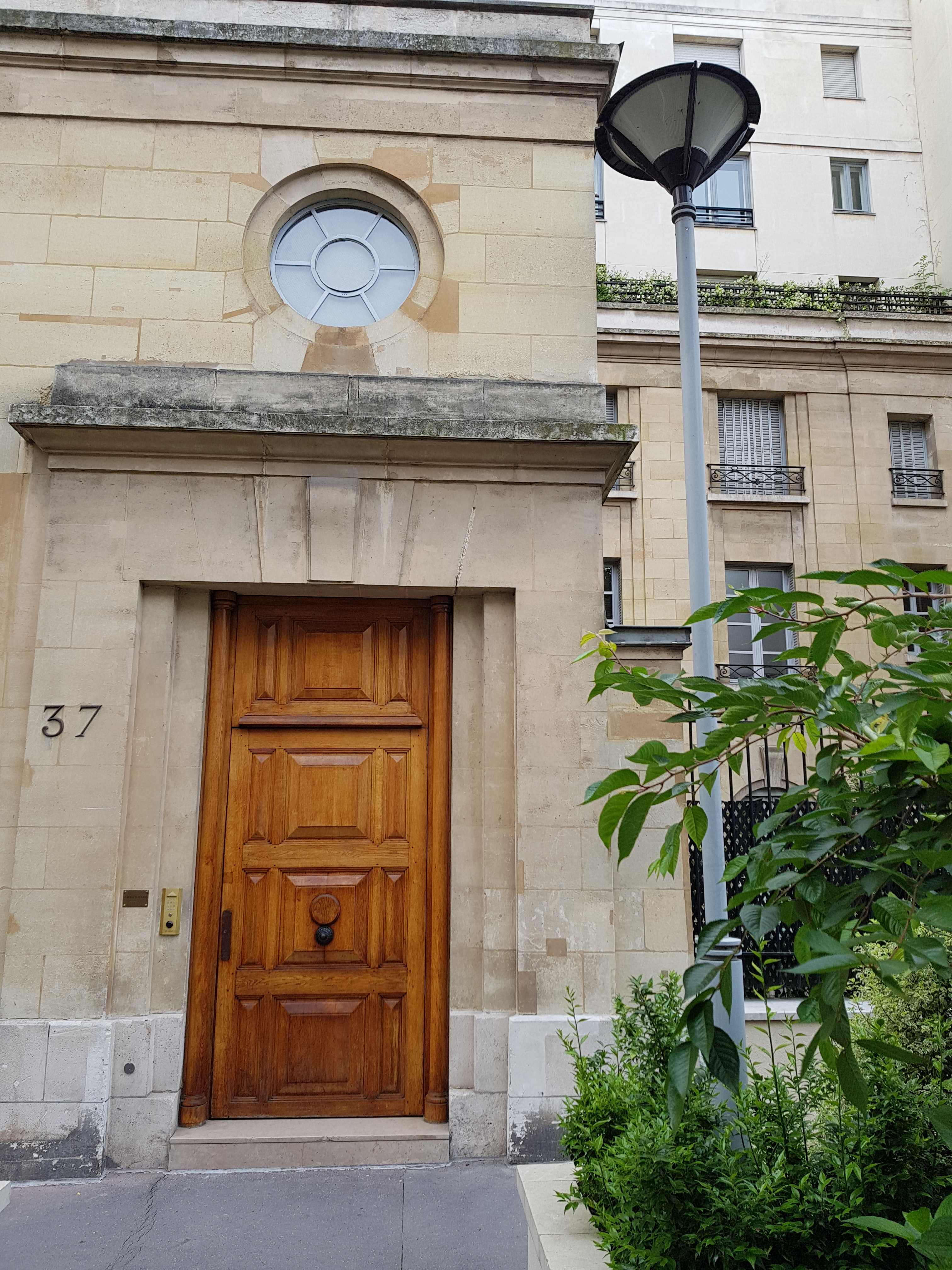
Nr. 37
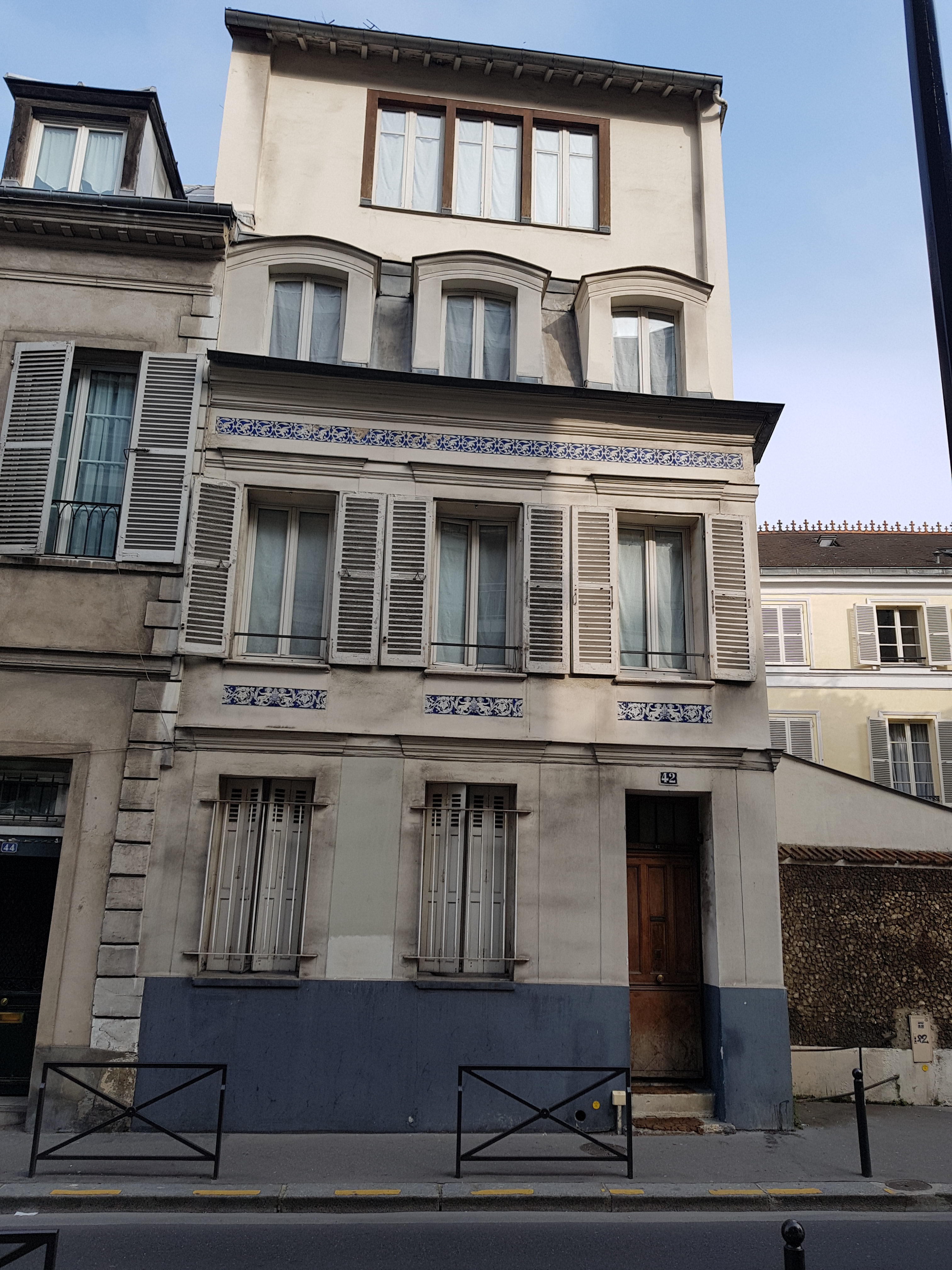
Nr. 42
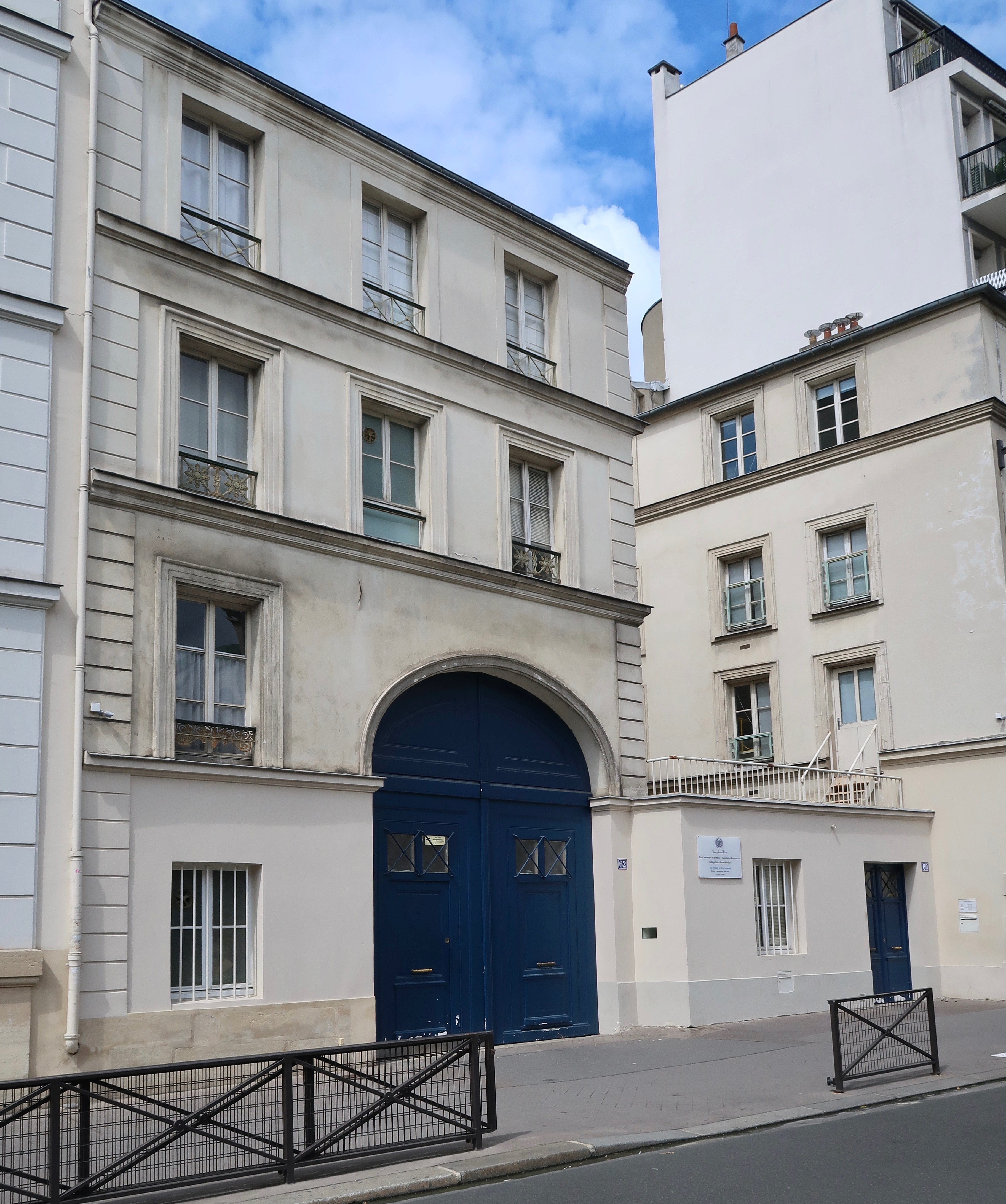
Nr. 60
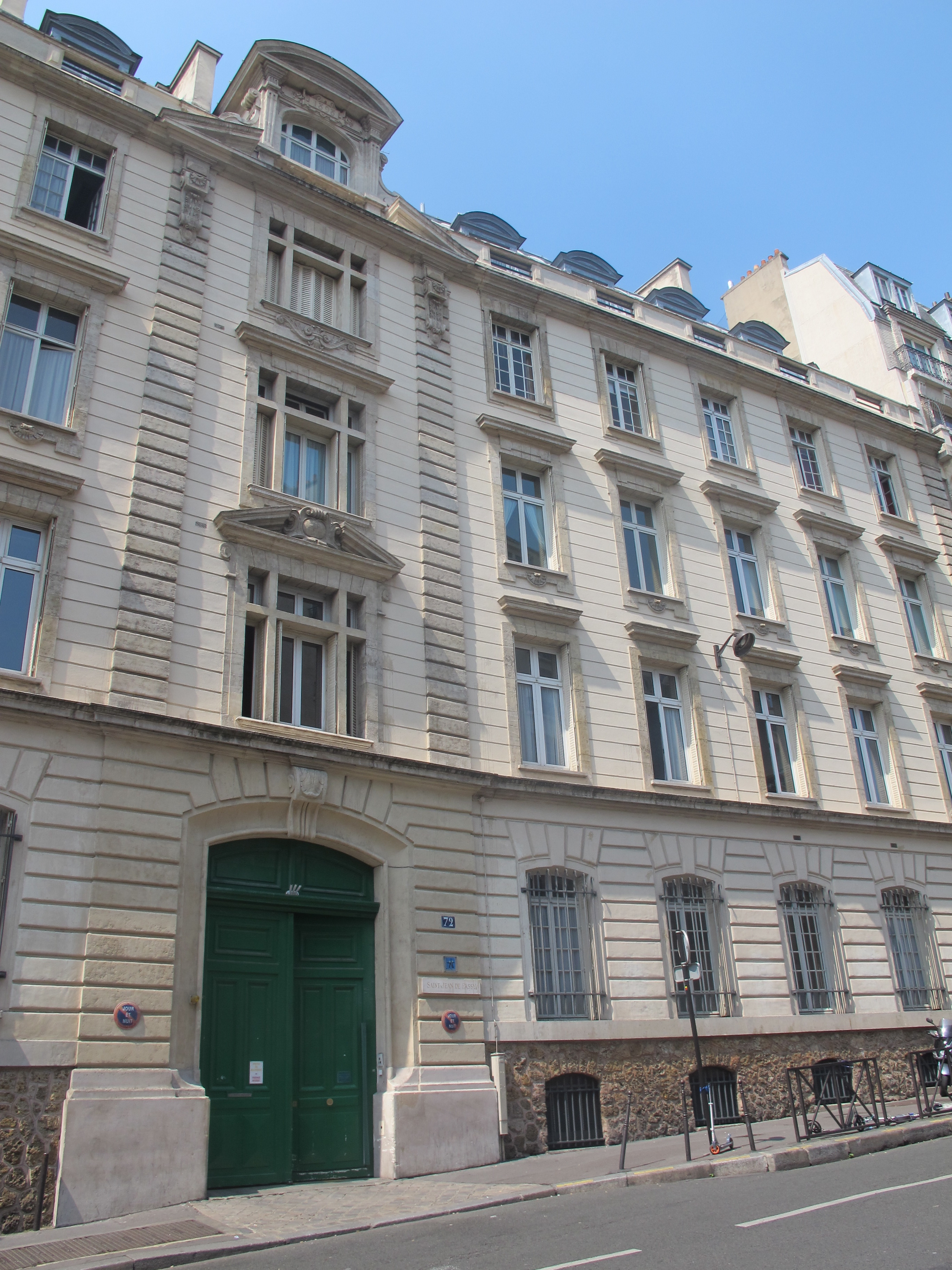
Nr. 72
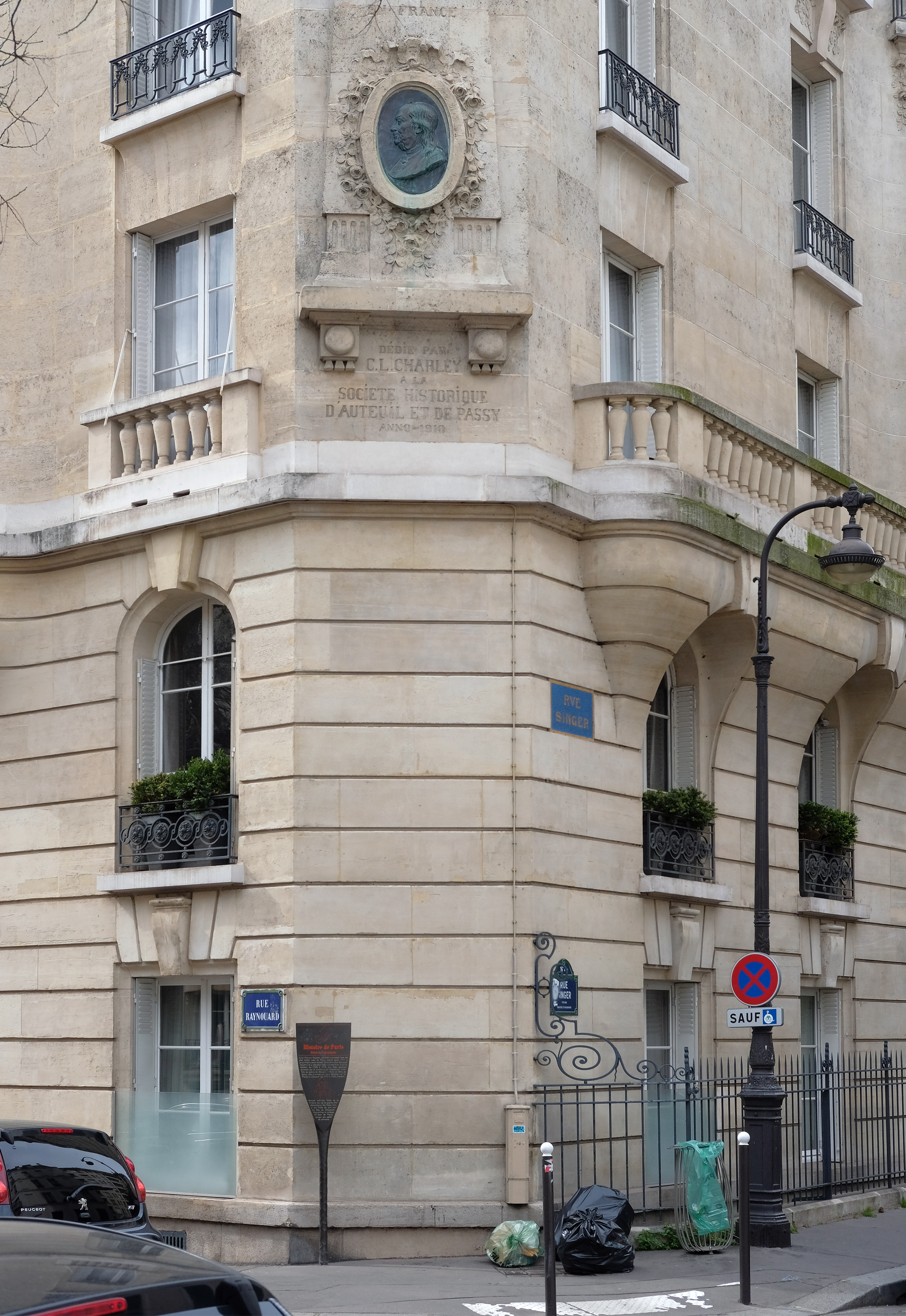
Orientierungs- tafel Ecke Rue Singer
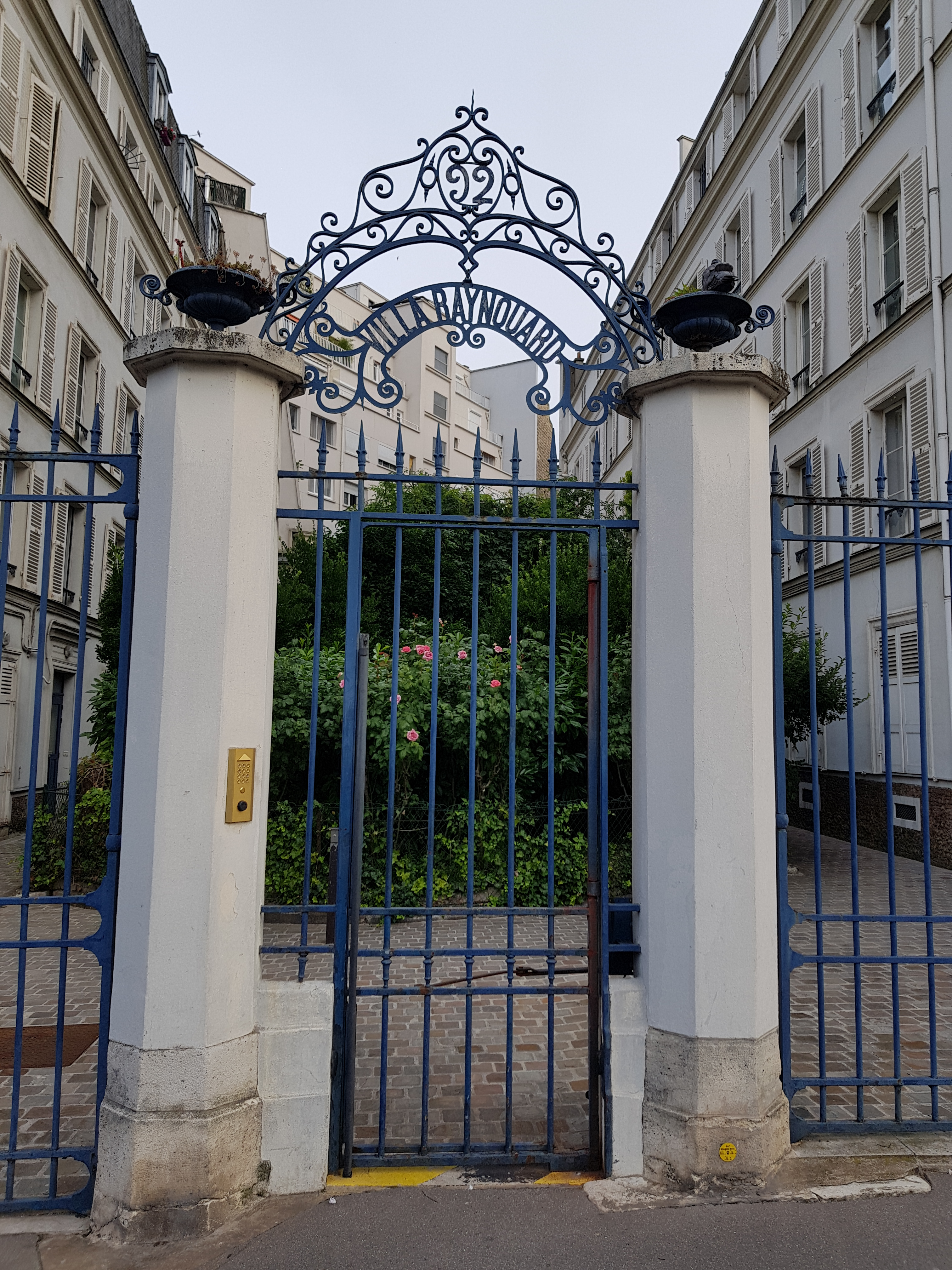
Nr. 92: Eingang zu Villa Raynouard